# ヒルの方程式
ヒルの方程式（Hill's equations あるいは Clohessy-Wiltshire equations）とは、衛星軌道を動く質点のそばを動く別の質点との相対運動を表す式であり、宇宙ステーションのような人工衛星とのランデブーのための基礎方程式となる。

## 歴史
1878年にジョージ・ウィリアム・ヒルによって地球に対する月の相対的な軌道に関する初期の研究が行われ、その過程でこの方程式は導出された。 この周期的な要素を含む方程式に関する研究により、後に数学でヒル微分方程式として一般化された。
1960年に W. H. Clohessy と R. S. Wiltshire によって軌道上でのランデブーを実行するための一般的な運動方程式として再発見された。

## 概説
単純化のため、円軌道に限定する。軌道上の質点（ターゲット）に、ターゲットとともに動く座標原点をおき、軌道中心から軌道の直径の外向きに x軸をとる。（すなわち、地球を回る人工衛星ならば、 つねに地表側が -x方向となるような座標系とする。）また軌道運動の進行方向に y軸をとり、 xy面に垂直に z軸をとり、軌道運動の角速度を{\displaystyle \omega }とする。ここでテスト粒子（チェイサー）と中心天体間の重力のみを考えたニュートンの運動方程式を立てて、ターゲットとともに軌道を動く回転座標系からみた運動方程式を線形化する。このようにして求めたチェイサーの動きをあらわす運動方程式であるヒルの方程式は、以下のようになる。
{\displaystyle {\begin{aligned}F_{x}&={\ddot {x}}-2\omega {\dot {y}}-3\omega ^{2}x\\F_{y}&={\ddot {y}}+2\omega {\dot {x}}\\F_{z}&={\ddot {z}}+\omega ^{2}z\end{aligned}}}
ただし{\displaystyle F}は単位質量あたりの外力、すなわち外力による加速度とする。
式の形から以下のことがわかる。
1. {\displaystyle {\dot {y}}>0} と {\displaystyle F_{x}>0} が同じ効果がある。つまり、進行方向へ動くと軌道上方への力が加わったように感じられる（コリオリの力）。
2. {\displaystyle {\dot {x}}>0} と {\displaystyle F_{y}<0}が同じ効果がある。つまり、軌道の上方に動くと進行方向逆向きの力が加わったように感じられる。
3. z軸の動きは他と独立で、単振動運動となる。

外力 F が無いとき、チェイサーの xy面での動きは、 y軸方向に次第に移動していく楕円の運動となり、C-W解（Clohessy-Wiltshire解）と呼ばれる。
{\displaystyle {\begin{bmatrix}x\\y\\z\end{bmatrix}}={\begin{bmatrix}4-3\cos \omega t&0&0\\6(\sin \omega t-\omega t)&1&0\\0&0&\cos \omega t\end{bmatrix}}{\begin{bmatrix}x_{0}\\y_{0}\\z_{0}\end{bmatrix}}+{\frac {1}{\omega }}{\begin{bmatrix}\sin \omega t&2(1-\cos \omega t)&0\\-2(1-\cos \omega t)&4\sin \omega t-3\omega t&0\\0&0&\sin \omega t\end{bmatrix}}{\begin{bmatrix}{\dot {x}}_{0}\\{\dot {y}}_{0}\\{\dot {z}}_{0}\end{bmatrix}}}.
xy面で移動する楕円の進行方向の動きを使って、チェイサーがターゲットの進行方向前方から接近することを +V bar 接近（後方からの場合は −V bar接近）、下方から接近することを +R bar 接近（上方からの場合は −R bar 接近）という（ R は radius から）。